# Красная Набережная (Астрахань)
Кра́сная На́бережная — улица Астрахани, по обеим сторонам волжского рукава Кутум, от его истока из Волги до набережной 1 Мая (по чётной стороне) и улицы Николая Островского (по нечётной стороне).

## История
В 2010-х годах набережная стала активно застраиваться кафе и магазинами.

## Застройка
2 —  Здание биржи (Астраханское биржевое ведомство) (1906—1910, архитектор Вальдовский-Варганек), ныне — Дворец бракосочетания, Памятная доска (политотдел, С. М. Киров)

3 — Гостиница «Виктория Палас Отель»

7 — Бывшая усадьба Губина А. И. (1900)

18 — Музей истории ОВД Астраханской области

21 — Городская поликлиника № 8 имени Н. И. Пирогова

23 — Гостиница «Янтарь»

24 — Бывший дом городского головы И. В. Беззубикова

27 — Гостиница «Седьмое небо»

33 — Бывший дом Саркисова

35 — Областной кожно-венерологический диспансер — серологическая лаборатория
36 — Бывшая Городская электрическая станция (1916)

43 — Бывший дом Будаговой М. К. (нач. XX в.)

45 —  Бывший дом рыбопромышленника Михаила Шелехова (1880-е годы)

62 — Управление ГИБДД УМВД России по Астраханской области

112 — Кавказская мечеть (1894—1900)

166а — Гостиница «Берег»

166 — ПТК «Рыбный край»

168 — Гребной клуб «Каспий»

171 — ОАО «Астраханская сетевязальная фабрика»

227а — СДЮСШОР № 6

Фонтан «Свадебный вальс»

## Галерея
- Кутум на Красной набережной. Вид на Сапожниковский  мост (Коммунистическая улица), справа Городская электрическая станция
- Красная набережная, 2. Дворец бракосочетания, бывшее здание биржи
- Красная набережная, 33. Бывший дом М. С. Саркисова
- Кутум на Красной набережной. Вид на Коммерческий мост (Адмиралтейская улица), Дворец бракосочетания
- бюст Александра Невского на пересечении Адмиралтейской улицы с Красной Набережной